# Альникин, Николай Васильевич
Николай Васильевич Альникин (псевдоним — Борис Незлобин, 30 ноября 1898, хутор Карнаухов, станица Цимлянская, Первый Донской округ Области Войска Донского — 28 марта 1987, Ницца, Франция) — донской казак, поэт, инженер-геолог.

## Биография
Родился 30 ноября 1898 году в хуторе Карнаухове станице Цимлянской. В 1917 году окончил реальное училище, затем поступил на горное отделение Новочеркасского политехнического института, но его не окончил принимал участие в борьбе за Дон. Служил в Новочеркасской студенческой дружине, позже в Калединском полку.
С 1920 года в эмиграции — был в Турции, затем уехал во Францию. Чтобы приобрести высшее образование Николай Васильевич много работал, выполнял тяжёлый физический труд. Окончил два высших учебных заведения: в 1926 году естественный факультет Парижского университета (Сорбонны), а позже Институт прикладной геологии при университете в Нанси. После окончания института с дипломом горного инженера-разведчика уехал работать в Марокко, был  на постоянной службе по рудничной, горной и геологической промышленности, главным инженером-экспертом в Обществе, объединяющем интересы французской рудничной и металлургической промышленности.
Занимался литературной деятельностью, пользовался псевдонимом Борис Незлобин, печатался только до 1927 года в донской газете «Сполох». Стихотворения Николая Васильевича Альникина были опубликованы в пражских и парижских студенческих изданиях, в эмигрантских газетах: «Казачье Слово», «Казачьи Думы».
Является автором двух поэтических сборников: «Рифмованные кончики» и «Сполох». Из-за долгой неизлечимой болезни жены Н. В. Альникин оставил поэзию.
Скончался Николай Васильевич Альникин в 1987 году в Ницце, Франция.